# Coenzyme M
La coenzyme M ou 2-sulfanyléthanesulfonate, souvent abrégée arp en CoM-SH, intervient dans une réaction de transfert de méthyle à l'avant-dernière étape de la méthanogenèse chez les archées méthanogènes,.

## Propriétés physico-chimiques
Il s'agit d'un anion de formule HS–CH2–CH2–SO3− formant un sel avec un cation dont la nature est indifférente du point de vue de la fonction biologique ; le plus commun de ces sels est avec le sodium Na+, correspondant au mesna, ou 2-sulfanyléthanesulfonate de sodium.
L'anion possède à la fois un groupement sulfhydryle –SH sur lequel se déroule la réaction catalysée et un groupement sulfonate –SO3− responsable de sa solubilité en milieu aqueux.

## Fonction biochimique
Cette coenzyme est le transporteur du groupe méthyle dans la méthanogenèse. Elle est convertie en méthyl-coenzyme M, le thioéther CH3–S–CH2–CH2–SO3−, au cours de l'avant-dernière étape de la formation du méthane. La coenzyme M réagit ensuite avec la coenzyme B, la 7-thioheptanoylthréoninephosphate, pour donner un hétérosulfure en libérant le méthane :
CoB–SH + CH3–S–CoM →  CoB–S–S–CoM + CH4.
Cette conversion est réalisée par la méthyl-coenzyme M réductase, avec le cofacteur F430 comme groupement prosthétique.